# Landesaufnahme der Landgrafschaft Hessen-Kassel
Die Landesaufnahme der Landgrafschaft Hessen-Kassel wurde von Johann Georg Schleenstein in den Jahren 1705 bis 1710 gefertigt. Das Original befindet sich in der Staatsbibliothek Preußischer Kulturbesitz. Es handelt sich um 20 Kartenblätter im Maßstab von etwa 1 : 66.000.

## Siehe auch

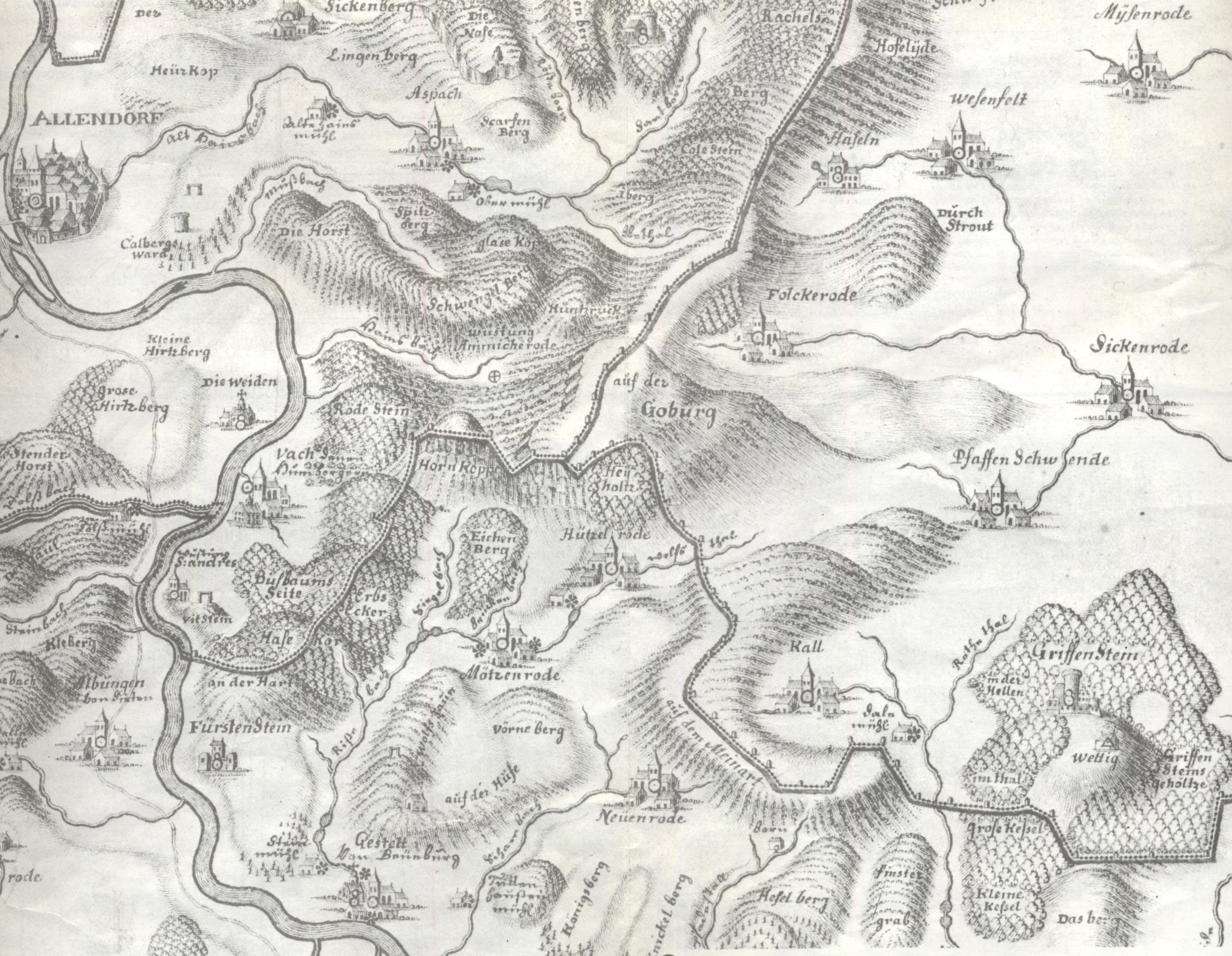
Schleensteinsche Karte Blatt 10